# Pero albivena
Pero albivena là một loài bướm đêm trong họ Geometridae.